# Lista de atores do Gana
Esta é uma lista de atores do Gana notáveis listados em ordem alfabética por sobrenome.

## A
- Augustine Abbey [1]
- Ama K. Abebrese [2] (nascido em 1980)
- Mavis Adjei, estrelou mais de 25 filmes, atualmente mora nos Países Baixos [3]
- Psalm Adjeteyfio (1948–2022)
- Adjetey Anang (nascido em 1973) (empurrador)
- Kofi Adjorlolo (nascido em 1956)

- Kofi Adu [4] (Agya Koo) (nascido em 1968)
- Freema Agyeman (nascida em 1979), atriz britânica de ascendência ganesa e iraniana
- Jackie Appiah (nascido em 1983) [5]
- Mac Jordan Amartey [6] (1936–2018)
- Fred Amugi (nascido em 1948)
- Martha Ankomah [7] (nascida em 1985)
- John Apea [8]
- Gyearbuor Asante (1941–2000)
- Julieta Asante [9]
- Abraham Attah [10] (nascido em 2001)
- Chris Attoh [11] (nascido em 1979)
- Akorfa Edjeani-Asiedu [12] (nascido em 1969)

## B
- Robert Bathurst (nascido em 1957), ator britânico nascido em Gana
- Michael Blackson [13] (nascido em 1972), comediante e ator
- Kwesi Boakye (nascido em 1999) [14]
- Aboagye Brenya (1938/39–2021) [15]
- Adeline Ama Buabeng [16]
- Nadia Buari [17] (nascida em 1982)
- Charles Kofi Bucknor (1953–2017) [18]
- Moesha Buduong [19] (nascido em 1990)
- Akosua Busia [20] (nascido em 1966)
- Bob Santo

## C
- Omar Sheriff Captan [21]
- Michaela Coel (nascida em 1987)
- Eddie Coffie (1959–2015)

## D
- Kojo Dadson [22]
- Paul Danquah [23] (1925–2015), ator britânico de herança ganense
- David Oscar Dogbe [24] (nascido em 1984)
- Ebenezer Donkor (1938–2016) [25]
- David Dontoh (nascido em 1964/65) [26]
- Joselyn Dumas [27] (nascida em 1980)
- John Dumelo [28] (nascido em 1984)

## E
- Pascaline Edwards (nascida em 1970) [29]
- Christabel Ekeh  (nascido em 1990)
- Idris Elba [30] (nascido em 1972), ator britânico de ascendência ganesa e serra-leonesa
- Emelia Brobbey (nascida em 1982)

## F
- Souad Faress [31] (nascido em 1948)
- Lydia Forson [32] (nascida em 1984)

## G
- Dzifa Gomashie [33]

## H
- Kobna Holdbrook-Smith [34]

## I
- Juliet Ibrahim (nascida em 1986) [35]
- Selassie Ibrahim

## J
- Ian Jazzi [36] (nascido em 1986)
- Abusuapanin Judas (nascido em 1945)

## K
- Kohwe (1946–2021)

## L
- Harry Laud [37]
- Lilian Bach

## M
- Kwaku Manu (nascido em 1984)
- Nana Ama McBrown (nascida em 1973) [38]
- Peter Mensah [39] (nascido em 1959)
- Majid Michel [40] (nascido em 1980)
- Salma Mumin

## N
- Eddie Nartey [41] (nascido em 1984)
- Yvonne Nelson [carece de fontes?] (nascido em 1985)
- Kwadwo Nkansah (nascido em 1987) [42] (Lilwin)
- Grace Nortey [43]
- Jeneral Ntatia (nascida em 1986)

## O
- Yvonne Okoro (nascida em 1984) [44]
- Grace Omaboe (nascida em 1946) [45]
- Mikki Osei Berko [46] (nascido em 1973)
- Joseph Otsiman [47] (nascido em 1989)
- Kwame Owusu-Ansah (1967–2008)

## Q
- Margaret Quainoo (1941–2006) [48]
- Hugh Quarshie (nascido em 1954) [49]

## R
- Brew Riverson Jnr

## S
- Abdul Salis (nascido em 1979), ator, comediante [50]
- Sam Sarpong (1975–2015) [51]
- Kwaku Sintim-Misa (nascido em 1956) [52]

## T
- Eddie Tagoe
- Reggie Tsiboe [53] (nascido em 1950)

## V
- Van Vicker [54] (nascido em 1977)

## W
- George Williams [55] (1929–2016)
- Suzzy Williams [56] (1981/82–2005), trabalhou em Gana e na Nigéria

## Y
- Reggie Yates [57] (nascido em 1983), ator inglês de ascendência ganesa
- Prince Yawson [58] (Waakye)
- Vicky Zugah